# Даніель Нгом Ком
Даніель Нгом Ком (фр. Daniel Ngom Kome, нар. 19 травня 1980, Бангу) — камерунський футболіст, що грав на позиції півзахисника.
Більшу частину кар'єри провів у іспанських клубах. Також грав за національну збірну Камеруну, у складі якої ставав чемпіоном Африки, олімпійським чемпіоном та учасником чемпіонату світу.

## Клубна кар'єра
У дорослому футболі дебютував на батьківщині у клубах «Стад Банджун» та «Котон Спорт».
У 1999 році він був помічений скаутами мадридського «Атлетіко» і переїхав у Іспанію. За основну команду Даніель так і не дебютував, протягом сезону виступаючи за резерв. Після закінчення сезону він перейшов у команду з третього іспанського дивізіону «Леванте», але після закінчення чемпіонату покинув клуб. 
Влітку 2001 році Нгом Ком перейшов в «Нумансію». За клуб він провів більше 100 матчів за три сезони в Сегунді, чим привернув інтерес клубів Ла Ліги і 2004 року перейшов у «Хетафе».  Дебютував у вищому іспанському дивізіоні в турі 6 у поєдинку проти«Атлетіка», ввийшовши на заміну на 75-й хвилині. Усього він зіграв за сезон 20 матчів у цьому клубі, з них лише у 9 виходив зі старту. 
Так і не ставши основним гравцем, влітку 2005 року камерунець повернувся у Сегунду, ставши гравцем клубу «Сьюдад де Мурсія». Він грав там один сезон, забивши три голи в 32 матчах і знову вирушив у перший дивізіон. У сезоні 2006/07 він грав за «Мальорку», але знову не зміг закріпитись в елітному дивізіоні і на початку 2007 року став гравцем клубу «Реал Вальядолід», з яким за результатами того сезону виграв Сегунду і вийшов у Ла Лігу, де провів наступний сезон. 
2008 року перейшов у «Тенеріфе» за правилом Босмана, з яким у 2009 році також вийшов у елітний дивізіон, і виступав в команді аж до моменту вильоту клубу у третій дивізіон у 2011 році, після чого завершив професійну кар'єру футболіста.

## Виступи за збірну
9 липня 2000 року дебютував в офіційних ігрх у складі національної збірної Камеруну у товариському матчі проти збірної Анголи. У тому ж році Даніель у складі олімпійської збірної завоював золоті медалі на Олімпійських іграх у Сіднеї. 
У 2001 році він потрапив в заявку національної команди на Кубку конфедерацій в Японії і Південній Кореї, але будучи запасним футболістом на поле так і не вийшов. Натомість наступного року Нгом Ком виграв Кубок Африки у Малі. На турнірі він взяв участь в матчах проти збірної Того, Єгипту, Малі та Кот-д'Івуару. У тому ж році він зіграв на чемпіонаті світу у Японії і Південної Кореї. На турнірі він взяв участь у поєдинках проти Німеччини та Саудівської Аравії.
У 2004 році Даніель вдруге зіграв за національну команду на Кубку африканських націй 2004 року у Тунісі. Він зіграв у матчах проти Зімбабве та Алжиру. У 2006 році Нгом Ком втретє взяв участь у Кубку африканських націй 2006 року в Єгипті. На турнірі він вийшов на поле в поєдинках проти Анголи, Того та Кот-д'Івуару
Всього протягом кар'єри у національній команді, яка тривала 10 років, провів у формі головної команди країни 35 матчів, забивши 2 голи.

## Досягнення
- Олімпійський чемпіон: 2000
- Володар Кубка африканських націй: 2002